# Armac Motor Company
Armac Motor Company, vorher Armac Motorcycle Company, war ein US-amerikanischer Hersteller von Kraftfahrzeugen.

## Unternehmensgeschichte
Archie McCullen gründete 1903 die Armac Motorcycle Company in Saint Paul in Minnesota zur Motorradherstellung. Am 15. August 1905 zog er nach Chicago in Illinois und änderte die Firmierung auf Armac Motor Company. Hier begann die Produktion von Automobilen. Der Markenname lautete Armac. 1906 endete die Pkw- und 1908 die Motorradproduktion.

## Fahrzeuge
Im Angebot standen Motorräder, Seitenwagen und Anbauten, um Motorräder in Forecars zu verwandeln.
Das einzige vierrädrige Fahrzeug war ein offener zweisitziger Runabout. Ein eigener Motor mit 6 PS Leistung trieb über Riemen die Hinterachse an.